# Accident de bus à Assouan
L'accident de bus à Assouan est survenu dans la matinée du 13 avril 2022 à Assouan, en Égypte lorsqu'un bus rentre en collision avec une voiture, l'avant du véhicule prend feu, deux hommes équipés d'extincteurs sont intervenus, mais le bus s'embrase complètement, il fut retrouvé calciné.
L'accident fait 10 morts : cinq égyptiens, quatre français et un belge, et 14 blessés : huit français et six belges,.